# San Antonio Yondejé
San Antonio Yondejé är en ort i Mexiko.   Den ligger i kommunen Timilpan och delstaten Mexiko, i den sydöstra delen av landet, 80 km nordväst om huvudstaden Mexico City. San Antonio Yondejé ligger 2 784 meter över havet och antalet invånare är 966.
Terrängen runt San Antonio Yondejé är kuperad. Runt San Antonio Yondejé är det ganska tätbefolkat, med 155 invånare per kvadratkilometer. Närmaste större samhälle är San Andrés Timilpan, 4,9 km norr om San Antonio Yondejé. Trakten runt San Antonio Yondejé består till största delen av jordbruksmark.